# Cristenes cristatus
Cristenes cristatus là một loài bọ cánh cứng trong họ Cerambycidae.